# José Eusebio Magdonel
José Eusebio Magdonel fue un político mexicano, aunque se desconoce la fecha de su nacimiento, se sabe que nació en San Juan Bautista, capital del estado mexicano de Tabasco, llegando a ser en dos ocasiones gobernador del estado en forma interina.nació en 1774 en Irlanda. 

## Diputado local
José Eusebio Magdonel, fue elegido Diputado local para la segunda Legislatura, la cual estuvo integrada por una mayoría conservadora, siendo Magdonel uno de los pocos Diputados afines al Gobernador Agustín Ruiz de la Peña. Las fricciones entre el gobernador y la mayoría conservadora del Congreso estatal fueron tan fuertes, que el gobernador Ruiz de la Peña desconoció al Congreso y se trasladó a la villa de Cunduacán junto con los pocos Diputados afines a él. Esto significó la suspensión de Ruiz en la gubernatura y motivó que fuera consignado al Tribunal de Justicia del Estado.
Por lo anterior, el 20 de julio de 1827 a José Eusebio Magdonel se le formó "causa" junto con otros Diputados liberales del Congreso Local afines al gobernador, que se reunieron en sesiones extraordinarias en Cunduacán, sin previo acuerdo de todo el cuerpo y por haber declarado capital a dicho pueblo.

## Gobernador interino de Tabasco

### Primer período
Al realizarse elecciones para gobernador del estado en agosto de 1829, resultó ganador Agustín Ruiz de la Peña, por lo que el gobernador Santiago Duque de Estrada, debía entregarle el cargo, pero al ser enemigo de Ruiz de la Peña, no quiso asistir a la transimisón de poderes y entregarle el gobierno, por lo que solicitó licencia antes de que concluyera su mandato, nombrando el Congreso del Estado a José Eusebio Magdonel gobernador interino, quien tomó el cargo el 11 de agosto de 1829, para que fuera quien entregara el poder a Agustín Ruiz de la Peña, realizándose el traspaso de poderes el 21 de agosto del mismo año.
Durante los escasos días en estuvo como gobernador, Magdonel expidió una ley referente a la forma de gobierno liberal que debía regir en el estado y a la alteración de la tranquilidad pública.
Posteriormente, en 1830, Magdonel fue nombrado Primer Vocal del Consejo Electoral del Estado.

### Segundo período
La seguna vez que se ocupó de la gubernatura interina fue el 14 de agosto de 1830. Cuando el Congreso del Estado, emitió un decreto el 23 de agosto de 1830, por el que se declaraba vacante el cargo del Vicegobernador del estado que ostentaba el C. Juan Dionisio Marcín, por no haber publicado en tiempo el Plan del Ejército de Reservapor por lo que fue despojado de la gubernatura del estado. El artículo 2 del propio decreto decía: "La Junta Electorial del Estado cubrirá la vacante a la mayor brevedad posible, por convenir al mejor servicio nacional", por lo que el Primer Vocal del Consejo Electoral del Estado, José Eusebio Magdonel fue nombrado Gobernador interino el 14 de agosto de 1830.
Magdonel estuvo en el cargo de gobernador interino 4 días en virtúd de haber concluido su período como Primer Vocal del Consejo de Gobierno, por lo que fue sustituido en la vocalía por José Rovirosa, quien además fue nombrado gobernador interino el 18 de agosto de 1830, con el cargo de Primer Vocal del Consejo encargado del Poder Ejecutivo.

Se desconoce la fecha y lugar de su fallecimiento.